# René Lucien Martin
Pour les articles homonymes, voir René Martin et Martin.
Compléments
Un de Normandie-Niemen.
René Lucien Martin (5 juin 1916, Digoin - 4 janvier 1982, Bron), est un as de l'aviation, ancien pilote de l'escadron Normandie-Niémen. Il a ensuite continué sa carrière dans l'Armée de l'air avant de s'éteindre en 1982.

## Seconde Guerre mondiale
René Martin est né à Digoin, en Saône-et-Loire. Entré dans l'aviation en 1937, il sort de l'école Hanriot à Bourges 3e sur 54. Pilote à l'escadrille des Cigognes, 7e escadre de Chasse à Dijon, il participe à la Campagne de France de 1944 en qualité de sergent et à la Campagne de Tunisie de 1942 à 1943.
Il rejoint le GC3 Normandie en janvier 1944 à Toula. Il quittera l'URSS en juin 1945.
René Martin comptera alors 12 victoires à son actif, dont 9 homologuées (4 en collaboration) et 3 probables.

## Victoires
| Date     | Heure | Avion/unité    | Adversaire | Localisation  |
| -------- | ----- | -------------- | ---------- | ------------- |
| 03/01/40 |       | MS 406 GC II/7 | Me 109     | Lörrach       |
| 01/06/40 |       | D 520 GC II/7  | He 111     | Champagney    |
| 05/06/40 |       | D 520 GC II/7  | Do 215.    | Pfaffenweiler |
| 10/06/40 |       | D520 GC II/7   | Do 215.    | Todtnau       |
| 15/06/40 |       | D 520 GC II/7  | Hs 123     | Leurville     |
| 16/10/44 | 17.00 | Yak 9 NN.      | Fw 190 .   | Pilluponen    |
| 14/01/45 | 13.30 | Yak 3 NN       | Me 109     | Gumbinnen     |
| 14/01/45 | 13.30 | Yak 3 NN       | Me 109     | Trakehnen     |
| 14/01/45 |       | Yak 3 NN       | Fw 190     | Insterburg    |
| 14/01/45 |       | Yak 3 NN       | Me 109.    | Stallupönen   |
| 09/02/45 |       | Yak 3 NN       | Me 109     | Heiligenbeil  |
| 09/02/45 | 16.00 | Yak 3 NN       | Me 109     | Rositten      |

## Carrière militaire
Après guerre, René Martin poursuit sa carrière dans l'Armée de l'Air avec une première affectation dans la 2e Région Aérienne, en 1946, avant de prendre le commandement, en février 1950, des éléments Air du Groupe Aérien d'Observation numéro 2. En 1953, il passe au centre d'essais en vol du Bourget, jusqu'en 1954, année où il est affecté à la 2e escadre de chasse à Dijon.
À l'occasion d'un voyage officiel de Nikita Khrouchtchev, le capitaine Martin commande la compagnie devant lui rendre les honneurs sur la base de Dijon. À sa descente d'avion, en passant devant René Martin, Nikita Khrouchtchev remarque les décorations soviétiques sur le buste de Martin. Il tapote alors lesdites décorations et s'entretient avec lui.
En 1960, il commande la division Instruction du Centre d'Instruction des Contrôles d'Opérations Aériennes. 
Après un passage au Commandement Air des forces de Défense Aérienne, il prend sa retraite en 1968.
Lieutenant-colonel de réserve, René Martin s'occupe alors de vendre des fournitures pour l'équipement d'exploitations agricoles.
René Martin est mort en 1982. Il repose au cimetière de Torcy.

## Décorations
- Chevalier de la Légion d'honneur
- Croix de guerre 1939–1945
- Ordre de la Guerre pour le Salut de la Patrie (URSS)
- Médaille de la Victoire de 1re classe (URSS)

## Pour approfondir
Liste des as de l'aviation